# Starokatolická farnost Varnsdorf
Starokatolická farnost Varnsdorf je farnost Starokatolické církve v České republice.
Varnsdorf byl prvním místem v Rakousku-Uhersku, kam dorazilo organizované starokatolické hnutí ihned po Prvním vatikánském koncilu římskokatolické církve. Jeho hlavním organizátorem byl zdejší kněz Anton Nittel (1826–1907), který organizoval první veřejného shromáždění dogmatům zavedeným koncilem, které se konalo dne 18. června 1871, i založení Katolického spolku 19. září téhož roku. Zástupci spolku se v září 1871 zúčastnili I. starokatolického kongresu v Mnichově. Po konfrontaci s místním římskokatolickým farářem se ve Varnsdorfu konalo 22. ledna 1872 velké shromáždění, z něhož vznikla petice Říšské radě za uznání nové církve.
16. března 1872 byla založena farní obec a farářem byl 21. března zvolen Anton Nittel. Farnost (ani celá církev) však nebyla zprvu uznána státem, jehož politika k nové církvi byla velmi ostražitá až nepřátelská, neboť ji považovala za reprezentanta velkoněmecké ideologie a hnutí Los von Rom spojeného s bismarckovským kulturkampfem. Teprve 18. října se jí dostalo státního uznání. Až do Nittelovy smrti roku 1907 však zůstala jedinou povolenou farností v českých zemích a starokatolická společenství na ostatních místech byla v lepším případě filiálními obcemi, v horším jen neformálními spolky náležejícími k varnsdorfské farnosti.
Anton Nittel působil jako zakladatel starokatolických obcí v severních Čechách, na severní Moravě a ve Vídni. Z funkce varnsdorfského faráře odešel na odpočinek roku 1896. Jeho nástupcem byl 3. ledna 1897 zvolen Miloš Čech (Amandus Czech), který byl již od roku 1888 správcem starokatolického biskupství ve Vídni (nikoli však biskupem, protože ke svěcení nezískal státní povolení). Od roku 1897 tak bylo sídlo starokatolického biskupství pro celé Rakousko-Uhersko přeneseno z Vídně do Varnsdorfu.
Miloš Čech zemřel 1. ledna 1921 a novým farářem i správcem biskupství se 2. července 1922 stal Alois Pašek (Paschek) (1869–1946). Ten byl jako první zvolen biskupem starokatolické církve v Československu na synodě v Jablonci nad Nisou roku 1924 a konsekrován téhož roku v Bernu. Funkci varnsdorfského faráře vykonával až do své smrti 29. června 1946.
Po smrti biskupa Paška administroval biskupství i varnsdorfskou farnost pražský farář Václav Jaromír Ráb, a to až do svého odstoupení 10. března 1950. Pomocným duchovním ve Varnsdorfu byl pro zbylé německé věřící Anton Reinert až do svého odsunu roku 1948, pro české věřící nejprve Viktor Štětina a pak Oldřich Trnka, od 3. října 1950 však byl varnsdorfský kostel pro nedostatek duchovních zavřen.
V roce 1952 se do Varnsdorfu přestěhoval nový správce biskupství Augustin Podolák a spravoval též varnsdorfskou farnost, již v roce 1954 byl však zbaven státního souhlasu k výkonu činnosti duchovního; nadále zde sloužil bohoslužby jen sporadicky a tajně. V roce 1968 se mohl opět ujmout funkce a byl vysvěcen druhým českým starokatolickým biskupem, již roku 1971 byl ale opět zbaven státního souhlasu. V letech 1974-1989 sloužil ve Varnsdorfu pouze tajné bohoslužby v rámci tzv. „podzemní církve“; oficiální bohoslužby konali ve Varnsdorfu sporadicky na počátku 70. let 20. století Rudolf Trousil, od roku 1983 Kurt Malina.
Augustin Podolák se mohl plně ujmout správy biskupství i farnosti až roku 1990, 7. ledna 1991 však zemřel. V obou funkcích ho nahradil Dušan Hejbal. Od přenosu sídla biskupství z Varnsdorfu do Prahy (11. listopadu 1995) byla farnost neobsazena. V letech 1998–2000 zde působil nejprve jako správce farnosti a od roku 1999 jako farář Petr Tvrdek, v letech 2000–2002 jako správce Matouš Kubeček a od roku 2002 jako farář Roland Solloch.
Bohoslužby se konaly ve Varnsdorfu nejprve v obchodním domě Franze Richtera, v letech 1873–1874 pak byl vystavěn novorománský starokatolický Kostel Proměnění Páně ve Varnsdorfu, nazývaný Kristův kostel (Christuskirche). Vysvěcen byl 27. prosince 1874. Po druhé světové válce byl na dlouhá období uzavřen – naposledy v letech 1977–1996 –, poté byl rekonstruován a nově vysvěcen 4. srpna 1996 jako kostel Proměnění Páně. Kostel byl od roku 1897 jakožto sídlo biskupa starokatolickou katedrálou; od roku 1995 je konkatedrálou.
Do let 1908/1910 náležely všechny starokatolické obce v českých zemích k varnsdorfské obci jako filiální. Po jejich osamostatnění fungovaly až do vysídlení Němců z Československa v letech 1945–1946 filiální obce v Dolním Podluží (spolek ustaven roku 1888, filiální obec uznána roku 1913) a v Hrádku nad Nisou (první starokatolická bohoslužba 30. května 1898, filiální obec zřízena 5. března 1899).
K farnosti Varnsdorf náleží filiální obec ve Cvikově, kde od roku 1974 pobýval biskup Podolák; ta však nevyvíjí činnost.